# Stanca, Brăila
Stanca este un sat în comuna Stăncuța din județul Brăila, Muntenia, România.